# Dong-gu, Incheon
Dong-gu (Hán Việt: Đông khu) là một quận tại thành phố Incheon, Hàn Quốc.

## Hành chính
- Manseok-dong
- Hwasu 1-Hwapyeong Dong
- Hwasu 2-dong
- Songhyeon 1 -3 Dong
- Songnim 1 -6 Dong
- Geumchang-dong (bao gồm Geumgok-dong và Changyeong-dong)